# Ópera

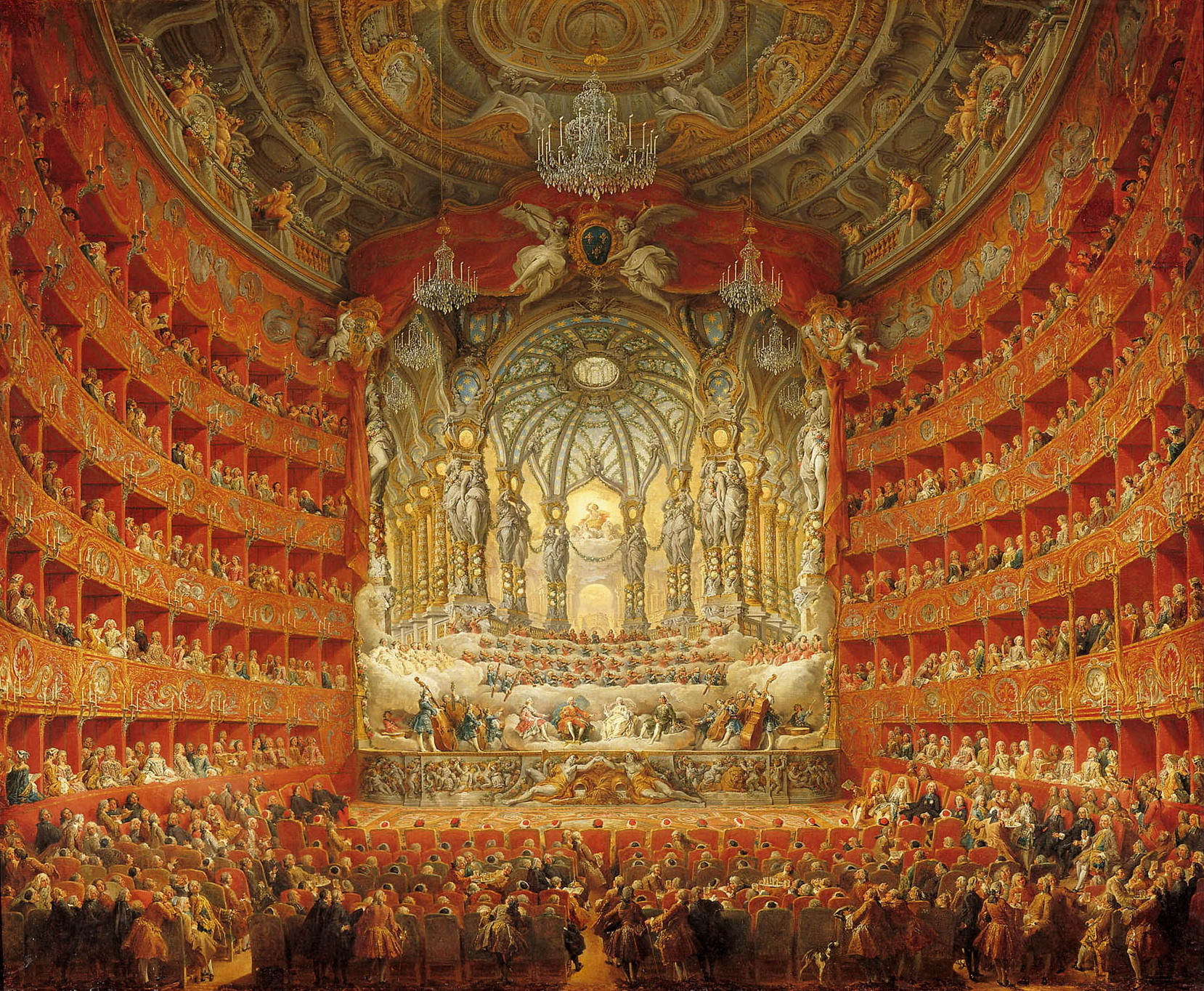
Giovanni Paolo Pannini, Fiesta musical ofrecida por el cardenal de La Rochefoucauld en el teatro Argentina de Roma el 15 de julio de 1747 con motivo del matrimonio del delfín de Francia, Luis, hijo de Luis XV, con María Josefa de Sajonia. Museo del Louvre, París.

El término ópera (del italiano òpera, "obras musicales") designa un género de música teatral en el que una acción escénica se armoniza, se canta y tiene acompañamiento instrumental. Las representaciones suelen ofrecerse en teatros de ópera, acompañadas por una orquesta o una agrupación musical menor. Forma parte de la tradición de la música clásica europea y occidental.

## Descripción
A diferencia del oratorio, la ópera es una obra destinada a ser representada. Algunos géneros de teatro musical están estrechamente relacionados con la ópera, como son la zarzuela española, el singspiel alemán, la opereta vienesa, la opéra-comique francesa y el musical inglés y estadounidense. 
Cada una de estas variantes del teatro musical tiene sus características propias, sin que tales les sean privativas y, en no pocas ocasiones, dando lugar a que las fronteras entre tales géneros no sean claras. En la ópera, como en varios otros géneros del teatro musical, se une:
- La música (orquesta, solistas, coro y director).
- La poesía (por medio del libreto).
- Las artes escénicas, en especial la actuación, el ballet y la danza.
- Las artes escenográficas (pintura, artes plásticas, decoración, arquitectura).
- La iluminación y otros efectos escénicos.
- El maquillaje y los vestuarios.

La ópera se suele diferenciar de los otros géneros de teatro musical aceptándose que, la ópera es una representación completamente acompañada por música. La historia del género demuestra que tal afirmación no es correcta. Si bien la ópera se diferencia del teatro recitado por la extraordinaria participación de la música en su constitución, ya desde el barroco se conocían formas limítrofes como la mascarada, la ópera de baladas, la zarzuela y el singspiel que se confunden en no pocos casos con la ópera. Así, los singspiele de Wolfgang Amadeus Mozart se consideran óperas al igual que las zarzuelas de José de Nebra, mientras que Die Dreigroschenoper (La ópera de los tres centavos) de Kurt Weill está, en realidad, mucho más próxima al teatro recitado que a la ópera. 
Finalmente, hay otros géneros próximos a la ópera como lo son la ópera-ballet del barroco francés y algunas obras neoclasicistas del siglo XX como, por ejemplo, algunas obras de Igor Stravinsky. No obstante, en estas obras la parte principal expresiva recae en la danza mientras que el canto es relegado a un papel secundario. Al respecto de la diferencia entre la ópera y la zarzuela, la opereta, el singspiel y el musical inglés y estadounidense, la delimitación nace de una diferencia formal.

## Géneros de ópera
- Drama jocosso
- Dramma per musica
- Farsa (ópera)
- Grand Opéra
- Intermède
- Intermezzo (música)
- Opéra bouffon
- Ópera bufa
- Ópera china
- Opéra-comique
- Ópera de baladas
- Ópera de cámara
- Ópera de Pekín
- Ópera Savoy
- Ópera seria
- Ópera-ballet
- Opereta
- Opéra bouffe
- Opéra féerie
- Pastoral heroica
- Semiópera
- Tragédie en musique
- Verismo
- Singspiel

## Historia

### Orígenes

Claudio Monteverdi.

La palabra «opera» significa 'obra' en italiano (de la voz latina «opus», 'obra' o 'labor') sugiriendo que combina las artes del canto coral y solista, declamación, actuación y danza en un espectáculo escénico.
Algunos autores señalan como precursores formales de la ópera a la tragedia griega, a los cantos carnavalescos italianos del siglo XIV (la mascherata italiana) y a los intermedios del siglo XV (pequeñas piezas musicales que se insertaban durante las representaciones teatrales).
Dafne de Jacopo Peri fue la primera composición considerada ópera, tal como la entendemos hoy. Fue escrita durante 1597, bajo la gran inspiración de un círculo elitista de literatos humanistas florentinos, conocidos como la "Camerata de' Bardi" o "Camerata Florentina". 
Significativamente, Dafne fue un intento de revivir la tragedia griega clásica, parte del más amplio revivir de las características de la antigüedad, propio del Renacimiento. Los miembros de la Camerata consideraban que las partes corales de las tragedias griegas fueron originalmente cantadas, y posiblemente el texto entero de todos los roles; la ópera entonces fue concebida como una manera de "restaurar" esta situación.
Dafne se representó en privado por primera vez el 26 de diciembre de 1598 en el Palacio Tornabuoni de la ciudad de Florencia (Italia), y en público el 21 de enero de 1599 en el Palacio Pitti, de Florencia.
Dafne se halla perdida. Una obra posterior de Peri, Euridice, de 1600, es la primera ópera que ha sobrevivido. El honor de ser la primera ópera que aún se presenta regularmente le corresponde a L'Orfeo de Claudio Monteverdi, compuesta para la corte de Mantua en 1607.

### Ópera italiana

#### Temática en el barroco
La ópera no iba a permanecer confinada a las audiencias cortesanas por mucho tiempo; sin embargo en 1637 la idea de una «temporada» (Carnaval) de óperas de «interés público», sostenida por la venta de boletos, surgió en Venecia. Monteverdi se había radicado allí, y compuso sus últimas óperas, Il ritorno d'Ulisse in patria y L'incoronazione di Poppea, para el teatro veneciano en la década de 1640. Su principal seguidor, Francesco Cavalli, colaboró en la propagación de la ópera en Italia. 
En estas primeras óperas barrocas, la amplia comedia fue combinada con elementos trágicos en una mezcla que sacudió algunas sensibilidades educadas, apareciendo el primero de varios movimientos reformistas de la ópera. Tal movimiento contó con el patrocinio de la Academia Arcadiana de Venecia, que estaba asociada con el poeta Metastasio. Los libretos de este autor ayudaron a cristalizar el género de la ópera seria, la cual se convirtió en la forma dominante de ópera italiana hasta fines del siglo XVIII. Una vez que el ideal metastasiano fue establecido firmemente por toda familia de la comedia en la ópera de la era barroca fue reservada para la que sería conocida como opera buffa.

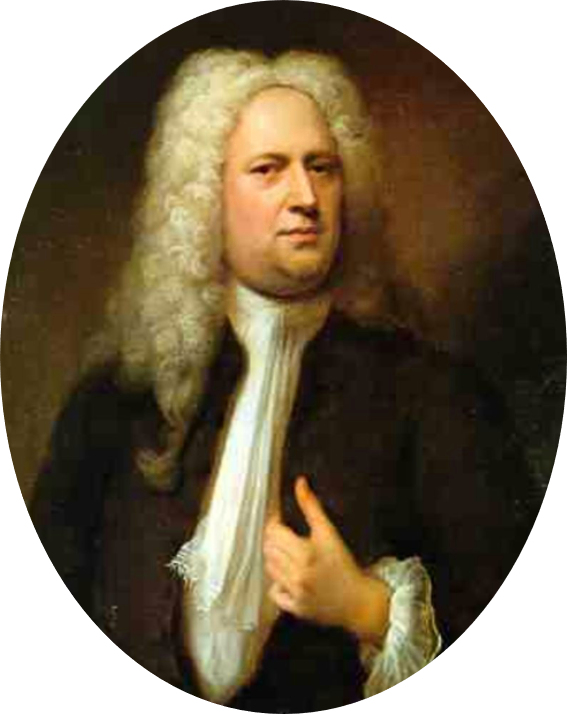
Georg Friedrich Händel, 1733.

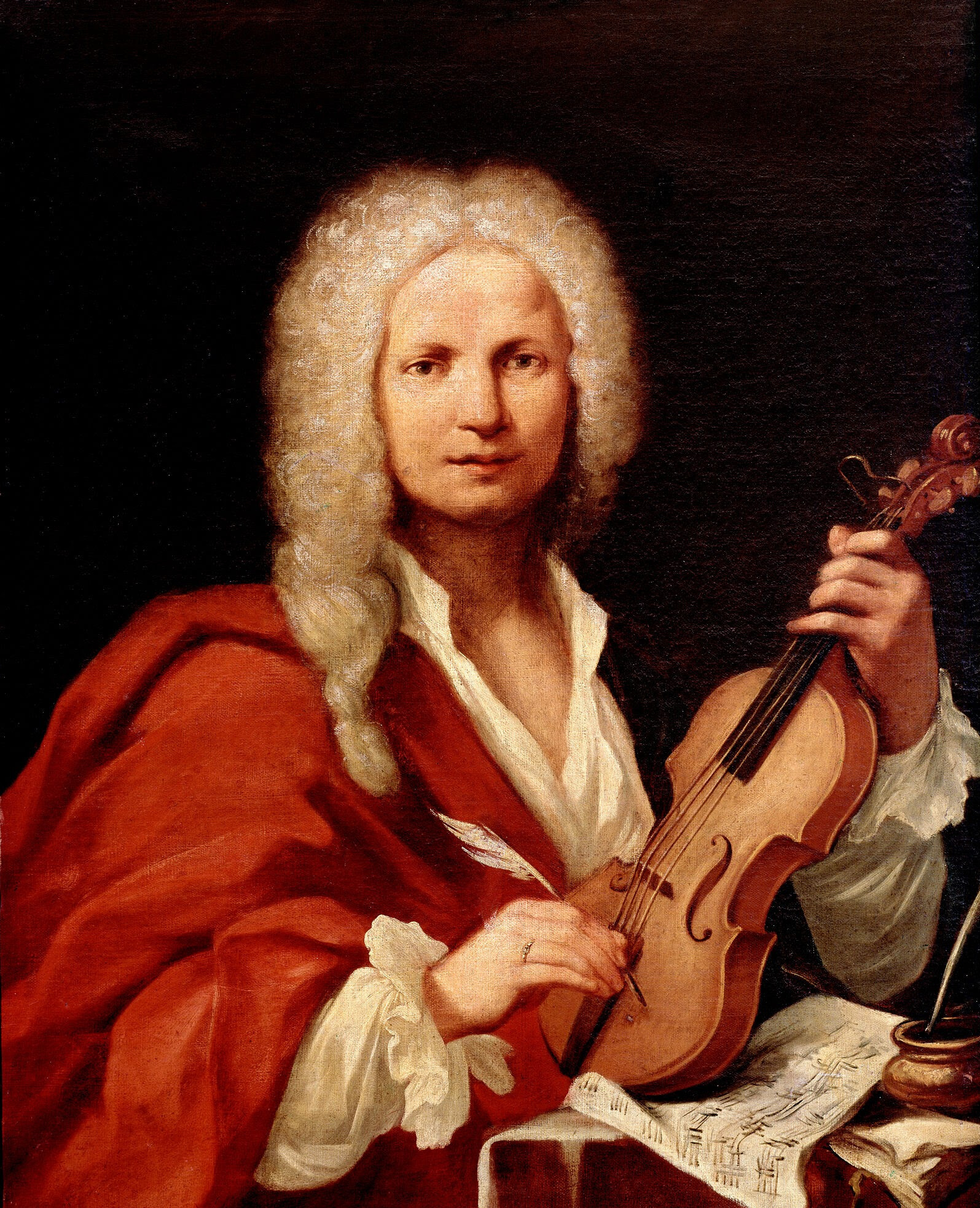
Antonio Vivaldi (1678-1741)

Antes de que estos elementos fueran expulsados de la ópera seria, muchos libretos ofrecían por separado una trama cómica desdoblada, como una especie de «ópera dentro de una ópera». Un motivo de peso para que esto ocurriera fue el intento de atraer a los teatros de ópera públicos a los miembros de la creciente clase mercantil, nuevamente vigorosa, pero aún menos culta que las clases nobles. Estos argumentos separados fueron resucitados casi inmediatamente en el desarrollo por separado de una nueva tradición, que derivó en parte de la commedia dell' arte (como de hecho, tales tramas siempre habían estado), una largamente floreciente etapa de la tradición italiana. Apenas estos «intermedios» fueron presentados una vez en medio de los actos de una representación escénica, las óperas en el nuevo género del «intermezzi» se desarrollaron ampliamente en Nápoles durante las décadas de 1710 y 1720, siendo inicialmente presentadas durante los intermedios de la ópera seria. Llegaron a ser tan populares, sin embargo, que pronto eran ofrecidas como producciones separadas.
La ópera seria fue elevada en tono y altamente estilizada en forma, consistiendo generalmente en recitativo «secco» intercalado con largas arias «da capo». Esto produjo grandes oportunidades para el virtuosismo vocal, y durante la era dorada de la ópera seria el cantante se convirtió en estrella. 
Los roles de héroe fueron usualmente escritos para la voz de castrato, tales como Farinelli y Senesino, así como las heroínas sopranos como Faustina Bordoni, fueron altamente demandados a lo largo de toda Europa, mientras la ópera seria rigió los escenarios de cada país, excepto Francia. De hecho, Farinelli fue el cantante más famoso del siglo XVIII. 
La ópera italiana fijó el estándar barroco. Los libretos italianos fueron la norma, incluso cuando un compositor alemán como Handel se encontró escribiendo para las audiencias londinenses. Los libretos italianos continuaron dominando en el período clásico, por ejemplo, con óperas de Mozart, quien escribió en Viena casi un siglo después. Los principales compositores nativos italianos de ópera seria fueron Alessandro Scarlatti, Antonio Vivaldi y Nicola Porpora.

#### Reformas de Gluck y Mozart
Véase también Reforma operística

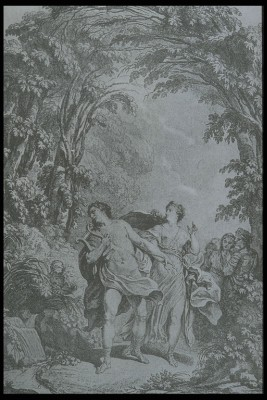
Orfeo ed Euridice: Ilustración de la portada de la primera edición de la partitura (París, 1764).

La «ópera seria» tuvo sus debilidades y críticas, siendo atacados principalmente su gusto por el adorno vocal de cantantes magníficamente entrenados y el uso del espectáculo como reemplazo de la pureza y la unidad dramáticas. 
Ensayo sobre la ópera (1755), de Francesco Algarotti, demostró ser una inspiración para las reformas de Christoph Willibald Gluck. Sostuvo que la «ópera seria» tenía que volver a sus bases, el ideal metastasiano, y que todos los diversos elementos —música (instrumental y vocal), ballet, y puesta en escena— deben subordinarse al drama. Sus ideas no resultaron aceptadas por todos los compositores, dando inicio a la querella de gluckistas y piccinnistas. De igual modo, varios compositores del período, incluyendo a Niccolò Jommelli y Tommaso Traetta, intentaron poner en práctica sus ideales. 
El primero en tener consentimiento y dejar una impronta permanente en la historia de la ópera, sin embargo, fue Gluck. Gluck trató de gestar una «bella simplicidad». Esto ha sido ilustrado en la primera de sus óperas «reformadas», Orfeo ed Euridice, donde las líneas vocales carentes de virtuosismo son apoyadas por armonías simples y una presencia orquestal notablemente más rica de lo usual.
Las reformas de Gluck han tenido resonancia a través de la historia operística. Weber, Mozart y Wagner, en particular, fueron influenciados por sus ideas. Mozart, en muchos sentidos, el sucesor de Gluck, combinó un magnífico sentido del drama, armonía, melodía y contrapunto para componer una serie de óperas cómicas, especialmente Le nozze di Figaro, Don Giovanni y Così fan tutte (en colaboración con Lorenzo da Ponte), que permanecieron entre las más populares, amadas y conocidas del repertorio. Pero la contribución de Mozart a la «ópera seria» fue menos clara, a pesar de sus excelentes obras Idomeneo y La clemenza di Tito. Su estado de salud y su precoz muerte no le permitieron hacer renacer el género.

#### Bel canto, Verdi y verismo

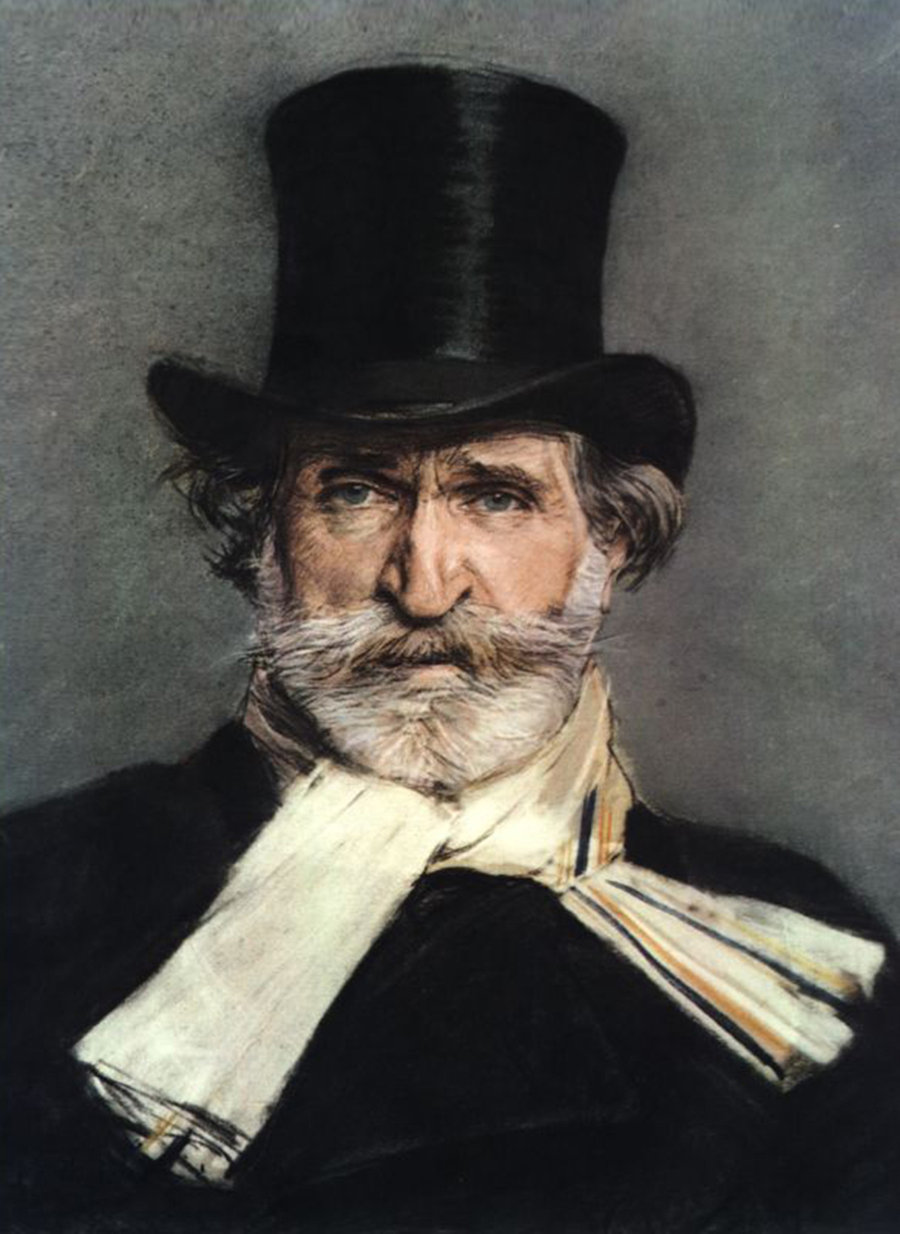
Giuseppe Verdi, por Giovanni Boldini, 1886 (Galería Nacional de Arte Moderno, Roma).

El movimiento operístico de bel canto floreció a principios del siglo XIX, siendo ejemplificado por las óperas de Rossini, Bellini, Donizetti, Pacini, Mercadante y muchos otros. Bel canto, en italiano, significa «canto bello», y la ópera deriva de la escuela estilística italiana de canto del mismo nombre. Las líneas belcantistas son típicamente floridas e intrincadas, requiriendo suprema agilidad y control del tono.
Continuando con la era del bel canto, un estilo más directo y vigoroso fue rápidamente popularizado por Giuseppe Verdi, comenzando con su ópera bíblica Nabucco. Las óperas de Verdi resonaban con el crecimiento del espíritu del nacionalismo italiano en la era posnapoleónica, y rápidamente se convirtió en un ícono del movimiento patriótico (aun cuando sus propias políticas no fueron quizás tan radicales). A principios de la década de 1850, Verdi produjo sus tres óperas más populares: Rigoletto, Il trovatore y La traviata. Pero continuó desarrollando su estilo, componiendo tal vez la mayor Grand Opéra francesa, Don Carlo, y culminando su carrera con dos trabajos inspirados en obras de Shakespeare, Otello y Falstaff, las cuales revelan el gran crecimiento en sofisticación de la ópera italiana desde principios del siglo XIX.
Luego de Verdi, el melodrama sentimental «realista» del verismo apareció en Italia. Este fue un estilo introducido por Pietro Mascagni con su Cavalleria Rusticana y Ruggero Leoncavallo con Pagliacci, estilo que llegó virtualmente a dominar los escenarios de ópera mundiales con obras tan populares como La bohème, Tosca, y Madama Butterfly de Giacomo Puccini. Compositores italianos posteriores, tales como Luciano Berio y Luigi Nono, experimentaron con el modernismo. En España, un ejemplo reciente de este verismo es la Ópera La Casa de Bernarda Alba interpretada en 2018 en el Teatro de la Zarzuela con música de Miquel Ortega.

### Ópera alemana

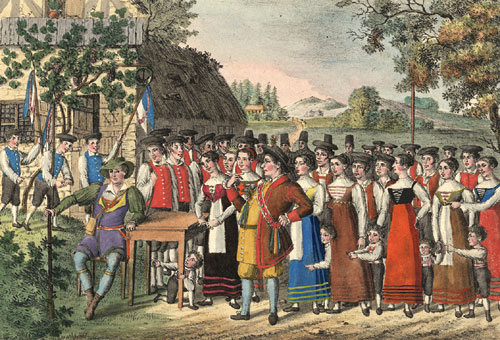
Litografía de una representación en 1822 de Der Freischütz

La primera ópera alemana fue Dafne, compuesta por Heinrich Schütz en 1627, cuya música se ha perdido. La ópera italiana continuó teniendo gran presencia e influencia sobre los países de habla alemana hasta finales del siglo XVIII. De todas maneras, se desarrollaron formas nativas. 
En 1644, Sigmund Staden produjo el primer Singspiel, Seelewig, una forma popular de ópera en idioma alemán, en el cual se alternan canto con diálogo hablado. A fines del siglo XVII y principios del siglo XVIII, el Theater am Gänsemarkt en Hamburgo presentó óperas alemanas de Keiser, Telemann y Handel. Aún muchos compositores alemanes importantes de la época, entre ellos el mismo Handel, Graun, Hasse y más tarde Gluck, elegían escribir la mayoría de sus óperas en idiomas extranjeros, en especial, italiano.
Los «Singspiele» de Mozart, Die Entführung aus dem Serail (1782) y Die Zauberflöte (1791) fueron un importante salto para la consecución del reconocimiento internacional de la ópera alemana. La tradición fue desarrollada en el siglo XIX por Beethoven con su Fidelio (1805), inspirada en el clima de la Revolución francesa. Carl Maria von Weber estableció la ópera dentro del Romanticismo alemán oponiéndose a la dominación del «Bel canto» italiano. Su Der Freischütz (1821) muestra su genialidad para la creación de atmósferas sobrenaturales. Otros compositores de la época fueron Marschner, Schubert, Schumann y Lortzing, pero la figura más significativa indudablemente fue Richard Wagner.

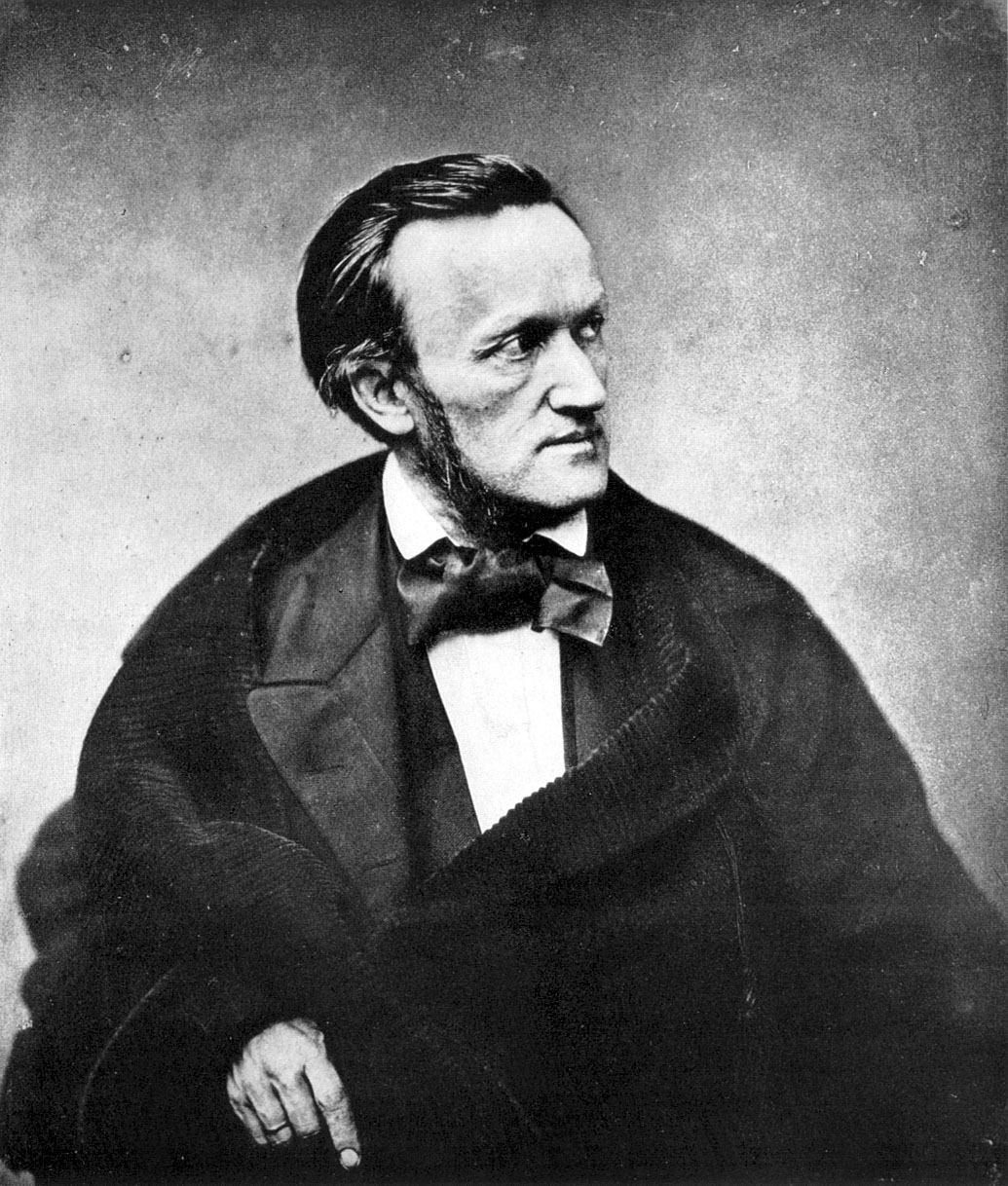
Richard Wagner. 1861.

Wagner fue uno de los compositores más revolucionarios y controvertidos de la historia de la música. Comenzó bajo la influencia de Weber y Meyerbeer, gradualmente desarrolló un nuevo concepto de ópera como una “Gesamtkunstwerk” ("obra de arte completa"), una fusión entre música, poesía y pintura. En sus dramas musicales maduros, Tristan und Isolde, Die Meistersinger von Nürnberg, Der Ring des Nibelungen y Parsifal, abolió la distinción entre aria y recitativo en favor de un flujo continuo de "melodía sin fin". Incrementó en gran medida el protagonismo y el poder de la orquesta, creando partituras con una compleja red de leitmotiv, temas recurrentes a menudo asociados con los personajes y conceptos del drama; y estuvo preparado para saltarse convenciones musicales aceptadas, tales como la tonalidad, en este caso, para mayor expresividad. 
Wagner también trajo una nueva dimensión filosófica para la ópera en sus obras, las cuales usualmente se basan en historias de la mitología germana o leyendas arturianas. Wagner construyó su propio teatro en Bayreuth, dedicado exclusivamente a la representación de sus obras en el estilo que él deseaba.
La ópera no volvió a ser la misma después de Wagner y para muchos compositores su legado constituyó una pesada carga. Por otra parte, Richard Strauss aceptó las ideas wagnerianas pero la tomó en una dirección muy diferente. Su primer éxito lo consiguió con la escandalosa Salomé y la tragedia negra Elektra, en la cual la tonalidad fue llevada hasta sus límites. 
Luego, Strauss cambió de rumbo en lo que sería su mayor éxito, Der Rosenkavalier, donde Mozart y los valses vieneses se convirtieron en gran influencia, como Wagner. Strauss continuó produciendo un altamente variado cuerpo de obras operísticas, a menudo con libretos del poeta Hugo von Hofmannsthal, hasta Capriccio en 1942. Otros compositores que hicieron sus aportes individuales a la ópera alemana en el siglo XX fueron Alexander von Zemlinsky, Paul Hindemith, Kurt Weill y el italiano Ferruccio Busoni. Las innovaciones operísticas de Arnold Schoenberg y sus sucesores serán discutidas en el apartado de Modernismo.

### Ópera francesa

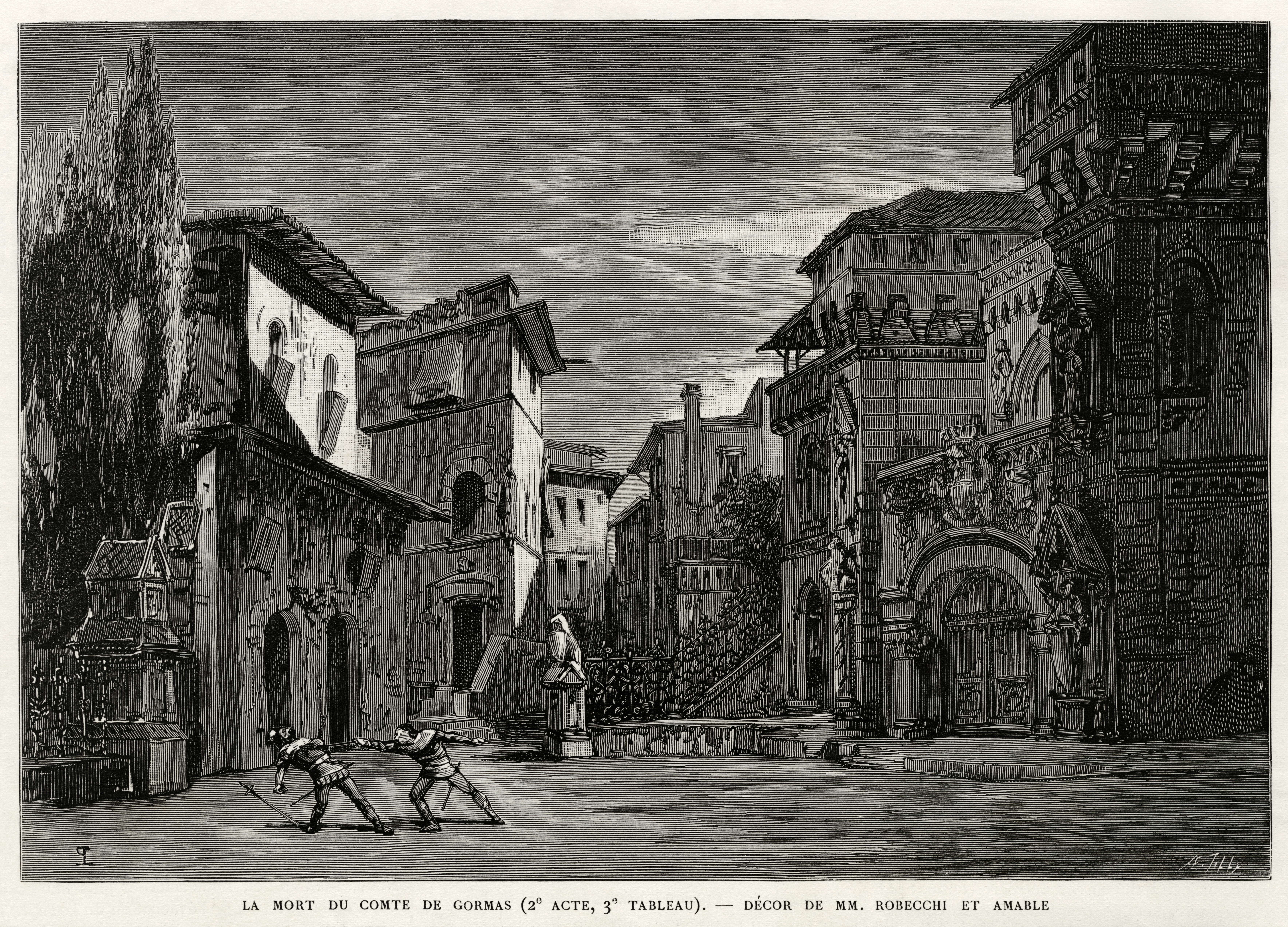
Escena del original de la producción de 1885 de Le Cid de Jules Massenet.

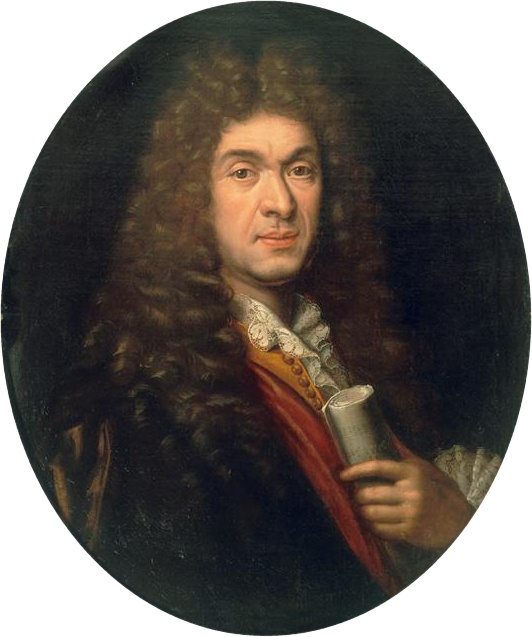
Jean-Baptiste Lully

Rivalizando con las producciones importadas de la ópera italiana, una tradición francesa aparte fue fundada por el italiano Jean-Baptiste Lully en la corte del Rey Luis XIV. Desafiando su origen extranjero, Lully estableció una Académie Royale de Musique (Academia Nacional de Música) y monopolizó la ópera francesa desde 1672. Comenzando con Cadmus et Hermione, Lully y su libretista Quinault crearon la tragédie en musique, una forma en la cual las música para danza y para coro fueron particularmente prominentes. Las óperas de Lully también muestran preocupación por el recitativo expresivo, el cual ajustó a los contornos de la lengua francesa.
En el siglo XVIII, el sucesor más importante de Lully fue Jean-Philippe Rameau, quien compuso cinco tragédies en musique, como también numerosos trabajos en otros géneros tales como la opéra-ballet, todos notables por su rica orquestación y sus audaces armonías. Luego de la muerte de Rameau, el alemán Gluck fue convencido de producir seis óperas para los escenarios parisinos en la década de 1770. Estas mostraron la influencia de Rameau, pero simplificadas y muy enfocadas en el drama.
Al mismo tiempo, a mediados de siglo, otro género fue adquiriendo popularidad en Francia: la opéra-comique. Esta fue el equivalente del singspiel alemán, donde las arias eran alternadas con diálogo hablado. Destacados ejemplos en este estilo fueron producidos por Monsigny, Philidor y, sobre todo, por Grétry. Durante el período de la Revolución francesa y de las guerras napoleónicas, compositores tales como Méhul, Cherubini y Spontini, que fueron seguidores de Gluck, trajeron una nueva seriedad al género, el cual nunca había sido cómico, en tal caso.
En la década de 1820, la influencia gluckista en Francia llevó al gusto por el bel canto italiano, especialmente tras la llegada a París de Rossini. Su ópera Guillaume Tell colaboró en fundar un nuevo género, la Grand Opera, una forma en la cual el más famoso exponente fue también un extranjero, Giacomo Meyerbeer. 
Las obras de Meyerbeer, tales como Les Huguenots enfatizaron el canto virtuoso y extraordinarios efectos escénicos. La ligera opéra-comique también gozó de éxitos tremendos de las manos de Boïeldieu, Auber, Hérold y Adam. En este clima, las óperas del compositor nativo Hector Berlioz lucharon para ganar audiencia. La obra maestra épica de Berlioz Les Troyens, culminación de la tradición Gluckista, no tuvo representación en casi cien años.
En la segunda mitad del siglo XIX, Jacques Offenbach creó la opereta con obras ingeniosas y cínicas como Orphée aux enfers, así como también la ópera Les Contes d'Hoffmann; Charles Gounod registró éxitos masivos con Faust; y Georges Bizet compuso Carmen, la cual, ni bien la audiencia aprendió a aceptar su combinación de Romanticismo y Realismo, se convirtió en la más popular de todas las opéra-comiques. Realizó otra menos aclamada pero de gran calidad en 1863, Les pecheurs de perles. Massenet compuso Werther y Delibes con Lakme con el famoso dúo de las esclavas, así como Saint-Saëns compusieron obras que forman parte del repertorio estándar. Al mismo tiempo, la influencia de Richard Wagner fue sentida como un desafío a la tradición francesa. 
Muchos críticos franceses rechazaron airadamente los dramas musicales de Wagner, mientras que muchos compositores franceses los imitaron de cerca con éxito variable. Probablemente la respuesta más interesante llegó de Claude Debussy. Como en una obra de Wagner, la orquesta ocupa un rol principal en la única ópera de Debussy, Pelléas et Mélisande (1902) y no hay verdaderas arias, sólo recitativos. Pero el drama es incomprensible, enigmático y completamente no wagneriano.
Otros destacados nombres del siglo XX son Ravel, Dukas, Roussel y Milhaud. Francis Poulenc, uno de los poquísimos compositores posguerra de cualquier nacionalidad, cuyas óperas (incluyendo Dialogues des carmélites) han ganado un equilibrio en el repertorio internacional. Saint François d'Assise (1983), el extenso drama sagrado de Olivier Messiaen, ha atraído también amplia atención.

### Ópera rusa

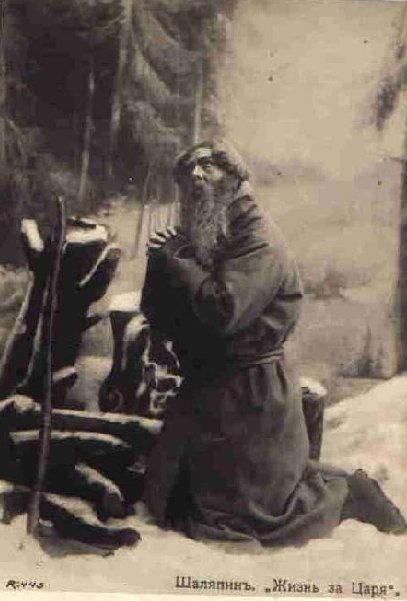
Fiódor Chaliapin como Ivan Susanin en Una vida por el Zar de Glinka.

La ópera fue traída a Rusia en la década de 1730 por las compañías operísticas italianas y pronto se convirtieron en parte importante en el entretenimiento de la Corte Imperial Rusa y la aristocracia. Algunos compositores extranjeros como Baldassare Galuppi, Giovanni Paisiello, Giuseppe Sarti, y Domenico Cimarosa, entre otros, fueron invitados a Rusia a componer nuevas óperas, la mayoría, en idioma italiano. Simultáneamente algunos músicos nacionales como Maksym Berezovsky y Dmitri Bortniansky fueron enviados al extranjero a aprender a escribir óperas. La primera ópera escrita en idioma ruso fue Tsefal i Prokris del compositor italiano Francesco Araja (1755). El desarrollo de la ópera en lengua rusa fue apoyado por los compositores nativos Vasili Pashkévich, Yevstignéi Fomín y Alekséi Verstovski.

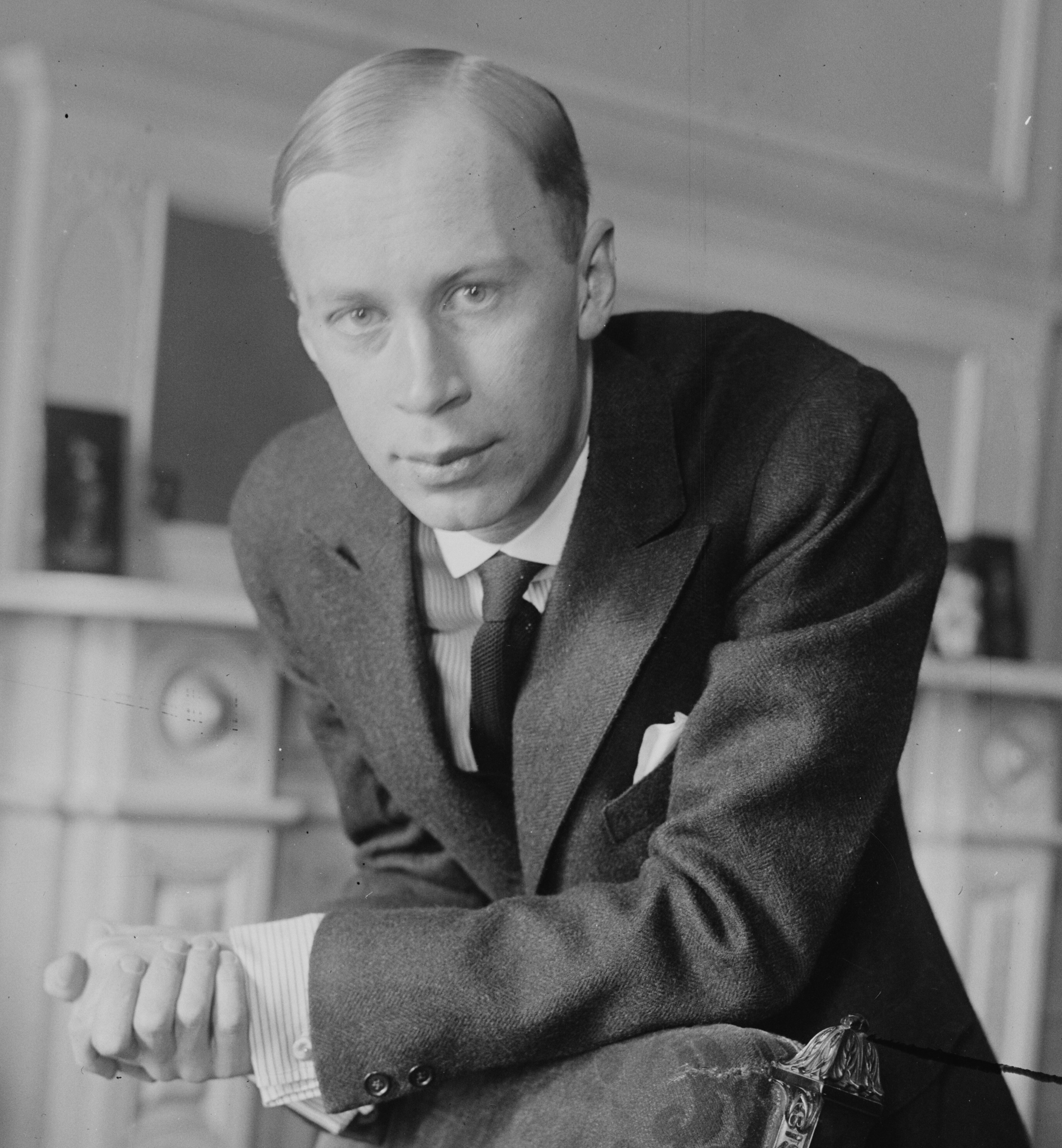
Serguéi Prokófiev

De todas maneras, el nacimiento real de la ópera rusa llegó con Mijaíl Glinka y sus dos grandes óperas Una vida por el Zar (1836) y Ruslán y Liudmila (1842). 
Posteriormente, en el siglo XIX en Rusia se escribieron obras maestras del género operístico, como Rusalka y El convidado de piedra de Aleksandr Dargomizhski, Boris Godunov y Jovánschina de Modest Músorgski, El príncipe Ígor de Aleksandr Borodín, Eugenio Onegin y La dama de picas de Piotr Ilich Chaikovski, y La doncella de nieve y Sadkó de Nikolái Rimski-Kórsakov. Estos desarrollos reflejaron el crecimiento del nacionalismo ruso a lo largo del espectro artístico, como parte del más general movimiento eslavofílico.
En el siglo XX las tradiciones de ópera rusa fueron desarrolladas por varios compositores, entre ellos, Serguéi Rajmáninov con sus obras El caballero avaro y Francesca da Rimini, Ígor Stravinski con El ruiseñor, Mavra, Oedipus rex, y The Rake's Progress, Serguéi Prokófiev con El jugador, El amor de las tres naranjas, El ángel de fuego, Compromiso en un monasterio y Guerra y paz; como también Dmitri Shostakóvich con La nariz y Lady Macbeth de Mtsensk, Edison Denisov con L'écume des jours, y Alfred Schnittke con La vida con un idiota, e Historia von D. Johann Fausten .

### Ópera española
Desde la primera mitad del siglo XVII se estrenan en España cientos de obras en las que existen rasgos estilísticos propios y a veces muy singulares.
La ópera bufa italiana, la opéra-comique francesa, el Singspiel alemán, la comedia musical, la opereta francesa etc. son géneros que dan lugar, todos ellos, a formas teatrales alternativamente cantadas y habladas, pero surgen en el siglo XVIII (en el XIX en el caso de la opereta) cuando desde los años 1620 Italia y España ya tenían óperas propiamente dichas y cuando desde los años 1640 España ya producía zarzuelas. Es crucial la aparición de esta última, la zarzuela, género lírico que alterna partes cantadas con partes habladas en castellano, antes incluso que el Singspiel alemán y que el opéra-comique francés, géneros líricos que también comparten esa característica.
Debido a su éxito, este legado lírico español, compuesto de óperas y zarzuelas, permite calificar a España como uno de los países más interesados en cualquier tipo de teatro cantado, y esto desde el nacimiento mismo del arte lírico. Así, en pleno Siglo de Oro, en 1622, fue estrenada en el Palacio de Aranjuez una obra considerada como precursora de todas las óperas españolas: La gloria de Niquea (con música de Mateo Romero, Juan de Palomares, Juan Blas de Castro y Álvaro de los Ríos). Este estreno de 1622 sigue por poco tiempo a las primeras óperas representadas en Roma, pero precede a las primeras en ser representadas en Venecia. Francia y Alemania tendrán todavía que esperar para asistir al estreno de sus respectivas primeras obras de arte lírico. A La gloria de Niquea sucedió, en 1627, La selva sin amor, otra obra teatral enteramente cantada con libreto de Félix Lope de Vega. La obra fue representada en el Alcázar de Madrid.

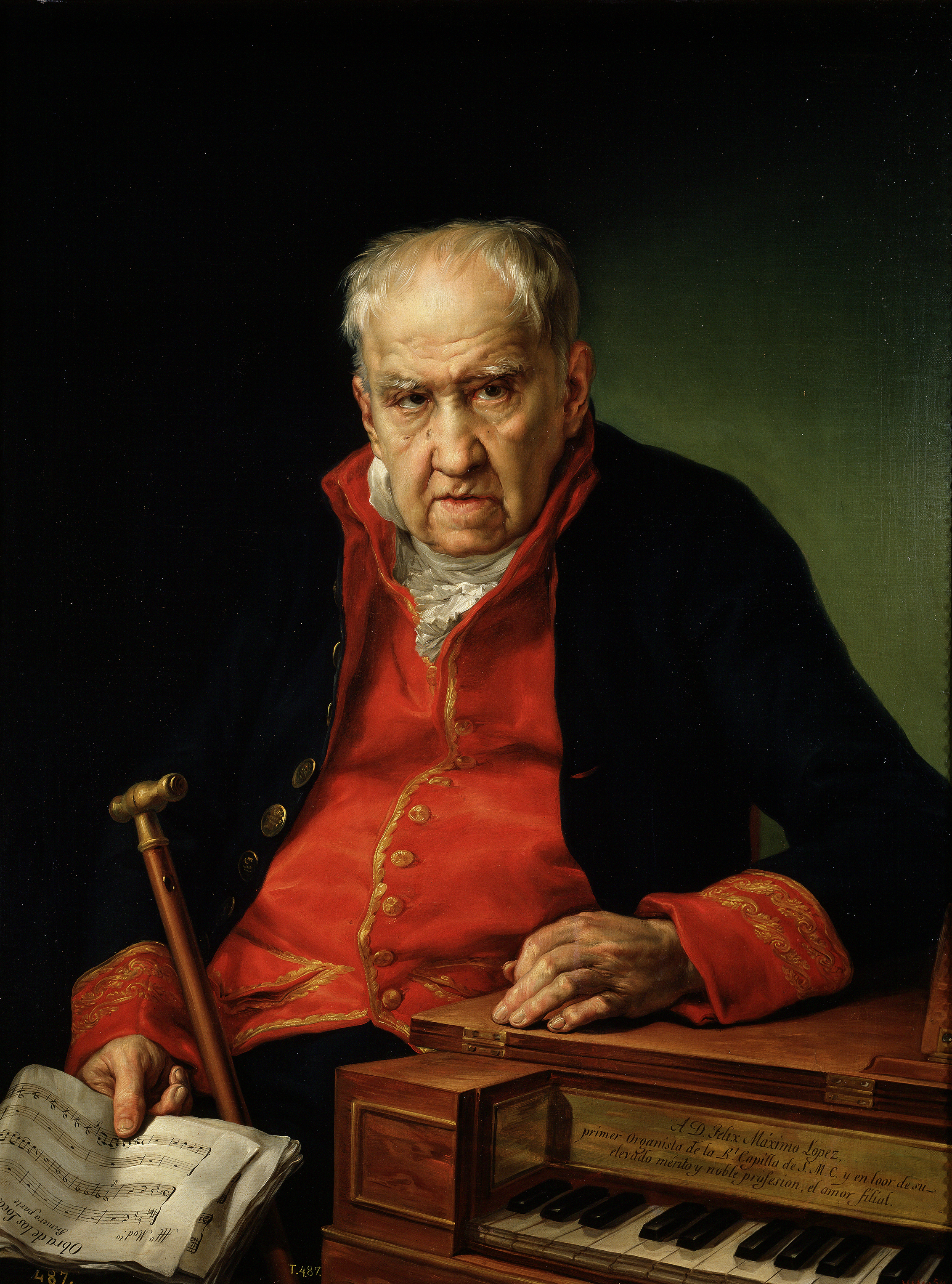
Félix Antonio Máximo López Crespo (1742-1821), óleo (1820) de Vicente López Portaña en el Museo del Prado.

Poco después fue el Palacio del Buen Retiro el que se convirtió en el receptáculo habitual de las obras líricas de la corte española. Este palacio madrileño, hoy en día desaparecido (fue destruido en su mayor parte, en 1808, durante la guerra de Independencia), incluía entre sus dependencias un teatro cubierto, realizado siguiendo la moda de los nuevos teatros que empezaban entonces a ser construidos en Italia. 
Muchas partituras desaparecieron en el incendio que destruyó el Buen Retiro en el siglo XIX, partituras de obras en gran parte estrenadas en el teatro del palacio, aunque algunas se han conservado por otras fuentes. Entre los compositores de obras líricas del siglo XVII, conservadas hasta la fecha, pueden ser citados, entre otros, Cristóbal Galán, Juan de Navas, Juan de Serqueira y, sobre todo, Juan Hidalgo de Polanco (1614-1685). De este último se conserva Celos aun del aire matan, ópera creada en el teatro del Palacio del Buen Retiro en 1660, con libreto de Pedro Calderón de la Barca y es considerada la ópera cantada más antigua que se conserva en España.
Durante los siglos XVII y XVIII, otros fenómenos líricos enriquecieron los escenarios con una cantidad de producción difícilmente cuantificable: destacan tres mil tonadillas (canciones que interpretan uno o dos intérpretes con estructura tripartita imitando lenguaje del pueblo) y doce mil zarzuelas. Además de loas, bailes, autos jácaras y mojigangas. Estos datos nos representan a un pueblo que vive la lírica. Sin dejar atrás que las estadísticas de consumo, de teatros musicales en activo, cantantes y edición de partituras de teatro musical son igualmente impresionantes. Destacan especialmente las figuras de Lope de Vega (1562-1635) y Calderón de la Barca (1600-1681)
En el siglo XVIII se mezclan influencias entre la zarzuela española y la ópera italiana. Por su imperio y por su permeabilidad cultural con Italia, España se enriqueció con compositores italianos que compusieron óperas con libreto en español, como Francesco Corradini (1700-1769) o Luigi Boccherini (1743-1805), aunque en la España peninsular, la metrópolis del imperio, también se escribieron o representaron libretos en italiano. 
En 1799 se acabó por prohibir la representación de las obras que no hubiesen sido traducidas al castellano, lo que hizo que muchos de los dramaturgos que escribían sainetes, tradujeran obras del italiano al castellano, nacionalizándolas. La creación operística española que tuvo lugar a lo largo de la primera mitad del siglo XVIII vio la aparición de músicos tan relevantes como Sebastián Durón —autor de la primera obra repertoriada en llevar el calificativo español de «ópera», La guerra de los gigantes, estrenada en 1700—, Antonio Literes, José de Nebra, Antonio Rodríguez de Hita o Domingo Terradellas, desembocando en las últimas décadas del siglo XVIII en dos creadores de la talla de Vicente Martín y Soler y Manuel del Pópulo Vicente García.
El siglo XIX trajo consigo una necesidad de liberación de la dependencia italiana, la necesidad de una creación lírica propia. Se construyeron teatros y se produjo una gran actividad crítica con numerosas polémicas y escritos. Por todo ello la ópera y la zarzuela (los dos pilares del arte lírico español) fueron el principal género de la música española del siglo XIX. La primera mitad del siglo (que culmina en 1850 con la inauguración del Teatro Real) supuso un período de gran vitalidad en torno a la ópera nacional española. 
El dualismo de la ópera y de la zarzuela provocó a partir de entonces una clara división de fuerzas. Por unos años, los músicos de mayor prestigio escogieron el camino de la zarzuela porque era el único que les garantizaba realmente el éxito y la subsistencia. Los grandes maestros especialistas en ópera, Ramón Carnicer i Batlle y Baltasar Saldoni, trataron a partir de 1838 de convertirse en los primeros compositores de ópera nacionalista española alentados por los intelectuales de la época, seguidos más tarde por Miguel Hilarión Eslava, Emilio Arrieta (autor de Marina), Antonio Reparaz o Valentín Zubiaurre. 
La época de la Restauración borbónica (iniciada en 1874) permitió a la clase acomodada frecuentar de nuevo los espectáculos, y al Teatro Real convertirse con renovada fuerza en aquello para lo que realmente servía: ser un lugar de representación escénica y lírica. En los cincuenta años siguientes se potenció en España el cultivo de la música como arte y ese ha sido, hasta ahora, el período más prolífico de la ópera española.
La primera concepción operística nacional de España fue plasmada por Tomás Bretón con su ópera Los amantes de Teruel. Estrenada en 1889 en el Teatro Real, se representa con gran éxito tanto en Madrid como en Barcelona. Seguidamente, la década de 1890 es en la historia de la ópera española rica y compleja; una de las épocas que más aportaciones ha dejado en la historia de la música española. 
Los músicos españoles hicieron muestra de tener una idea individual de lo que debía de ser la ópera española, y por ello estaban preparados para, desde un dominio del género, usar las fórmulas italianas, wagnerianas y populistas, pero casi siempre con un fuerte estrato nacionalista. En consecuencia la ópera española produjo obras diversas, variadas y originales, firmadas por ejemplo por Ruperto Chapí (autor de Margarita la Tornera) o Emilio Serrano. En los años 1890 se produjo también el advenimiento, en el mundo de la ópera española, de dos de los más influyentes protagonistas musicales de finales del siglo XIX, Enrique Granados e Isaac Albéniz.
Durante el siglo XX, aunque los compositores alternan con otros formatos musicales, en ópera destacan autores ya mencionados como Isaac Albéniz, con Pepita Jiménez (1896) o Merlin (1902), y Enrique Granados con Goyescas (1916), aparte de otros autores también destacados como Vicente Lleó Balbastre, con Inés de Castro (1903), Manuel Penella Moreno con El gato montés (1916), Joaquín Turina Pérez con Jardín de Oriente (1922), Conrado del Campo con La tragedia del beso (1911), Amadeo Vives con Artús (1897) y Maruxa (1914), Felipe Pedrell, Manuel de Falla con La vida breve (1913) y El retablo de Maese Pedro (1923), Jesús Guridi con Mirentxu (1913), Federico Moreno Torroba con La virgen de mayo (1925) y El poeta (1980) o Pablo Sorozábal con Adiós a la bohemia (1933) y Juan José (1968).

### Ópera china
La ópera china es una forma de drama en China. Se practica desde la dinastía Tang con el emperador Xuanzong (712-755), quien fundó el "Jardín de peras", la primera compañía de ópera que se conozca en China. La compañía estaba casi exclusivamente al servicio de los emperadores. En la actualidad, las profesiones de la ópera son todavía llamadas Disciplinas del jardín de las peras. 
Durante la dinastía Yuan (1279-1368), se introdujeron en la ópera las variedades como el Zaju, con actuaciones basadas en esquemas de rima e innovaciones como la introducción de papeles especializados como "Dan" (femenino), "Sheng" (masculino) y "Chou" (payaso). Actualmente existen más de 300 variedades de ópera china, la más conocida en la Ópera de Pekín, que tomó su forma actual a mediados del siglo XIX y fue extremadamente popular durante la dinastía Qing (1644-1911). 
En la Ópera de Pekín, las cuerdas tradicionales de China y los instrumentos de percusión proveen un acompañamiento rítmico a la actuación. La actuación se basa en alusiones, gestos y otros movimientos de coreografía que expresan acciones como montar un caballo, remar en un bote o abrir una puerta. El diálogo hablado puede ser un texto recitado, empleado por los personajes serios de la trama o un texto coloquial empleado por mujeres y payasos. Los papeles están estrictamente definidos. Los maquillajes elaborados permiten distinguir el personaje que se está representando. El repertorio tradicional de la Ópera de Pekín incluye más de 1000 piezas, la mayoría proveniente de relatos históricos sobre enfrentamientos políticos y militares.

### Ópera en América Latina
El 19 de octubre de 1701 se estrenó en el Virreinato del Perú la ópera La púrpura de la rosa, ópera en un acto compuesta por Tomás de Torrejón y Velasco sobre un libreto de Pedro Calderón de la Barca. Es la primera ópera compuesta y ejecutada en América y la única ópera sobreviviente de Torrejón y Velasco. La obra cuenta el mito de los amores de Venus y Adonis, que provoca los celos de Marte y su deseo de venganza. En 1711 se estrenó en la Ciudad de México la ópera La Parténope con música de Manuel de Sumaya, maestro de la capilla catedralicia y el más grande compositor barroco mexicano. La especial importancia de esta ópera es que es la primera compuesta en América del Norte y la primera ópera compuesta en el continente por un americano. Esta ópera da inicio a la fecunda y aún poco estudiada historia de la creación operística latinoamericana no interrumpida desde entonces durante trescientos años. La primera ópera compuesta y estrenada en el Brasil fue I Due Gemelli, de José Maurício Nunes García, cuyo texto se perdió posteriormente. Se puede consdierar como la primera ópera genuinamente brasileña con texto en portugués A Noite de São João, de Elías Álvares Lobo.

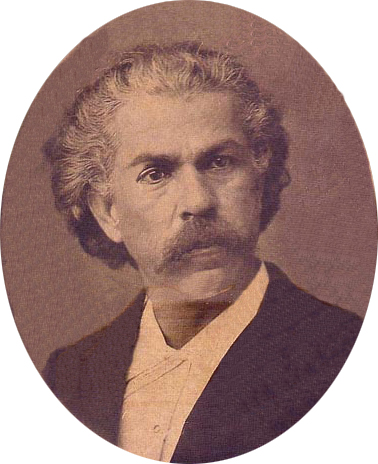
Carlos Gomes

El compositor de óperas brasileñas más famoso fue Carlos Gomes. Una parte importante de sus óperas fueron estrenadas en Italia con texto en italiano. No obstante, Carlos Gomes frecuentemente usó temáticas típicamente del Brasil. Tal es el caso de sus óperas Il Guarany y Lo Schiavo.
La ópera Guatemotzín del mexicano decimonónico Aniceto Ortega es el primer intento consciente por incorporar elementos nativos a las características formales de la ópera. Dentro de la producción operística mexicana del siglo XIX sobresalen la ópera Agorante, Rey de la Nubia de Miguel Meneses, estrenada durante las festividades conmemorativas por el cumpleaños del emperador Maximiliano I de México, las óperas Pirro de Aragón de Leonardo Canales, Keofar de Felipe Villanueva.
La obra operística de Melesio Morales es la más importante de México del siglo XIX Sus obras Romeo y Julieta, Ildegonda, Gino Corsini, Cleopatra tuvieron gran éxito entre el público de la Ciudad de México y se estrenaron en Europa.
En Colombia el compositor José María Ponce de León había presentado desde su niñez una opereta (Un alcalde a la antigua y dos primos a la moderna), ya en 1874 presenta su primera ópera Ester y posteriormente en 1876 la zarzuela El castillo misterioso y en 1880 su ópera mayor Florinda. En Venezuela se mencionan compositores como Reynaldo Hahn, José Ángel Montero, Pedro Elías Gutiérrez, Federico Ruiz. La primera ópera de Venezuela es El maestro Rufo Zapatero, ópera bufa compuesta en 1847 por José María Osorio, aunque generalmente se piensa que fue Virginia, de Montero, estrenada en 1877. Anteriormente Osorio había compuesto varias zarzuelas, aunque se cree que la primera que se estrenó fue Los alemanes en Italia, de José Ángel Montero, en la década de 1860.
En Brasil destacan de la primera mitad del siglo XX compositores de ópera como Heitor Villa-Lobos, autor de óperas como Izath, Yerma y Aglaia, y Mozart Camargo Guarnieri, autor de Um Homem Só y Pedro Malazarte.

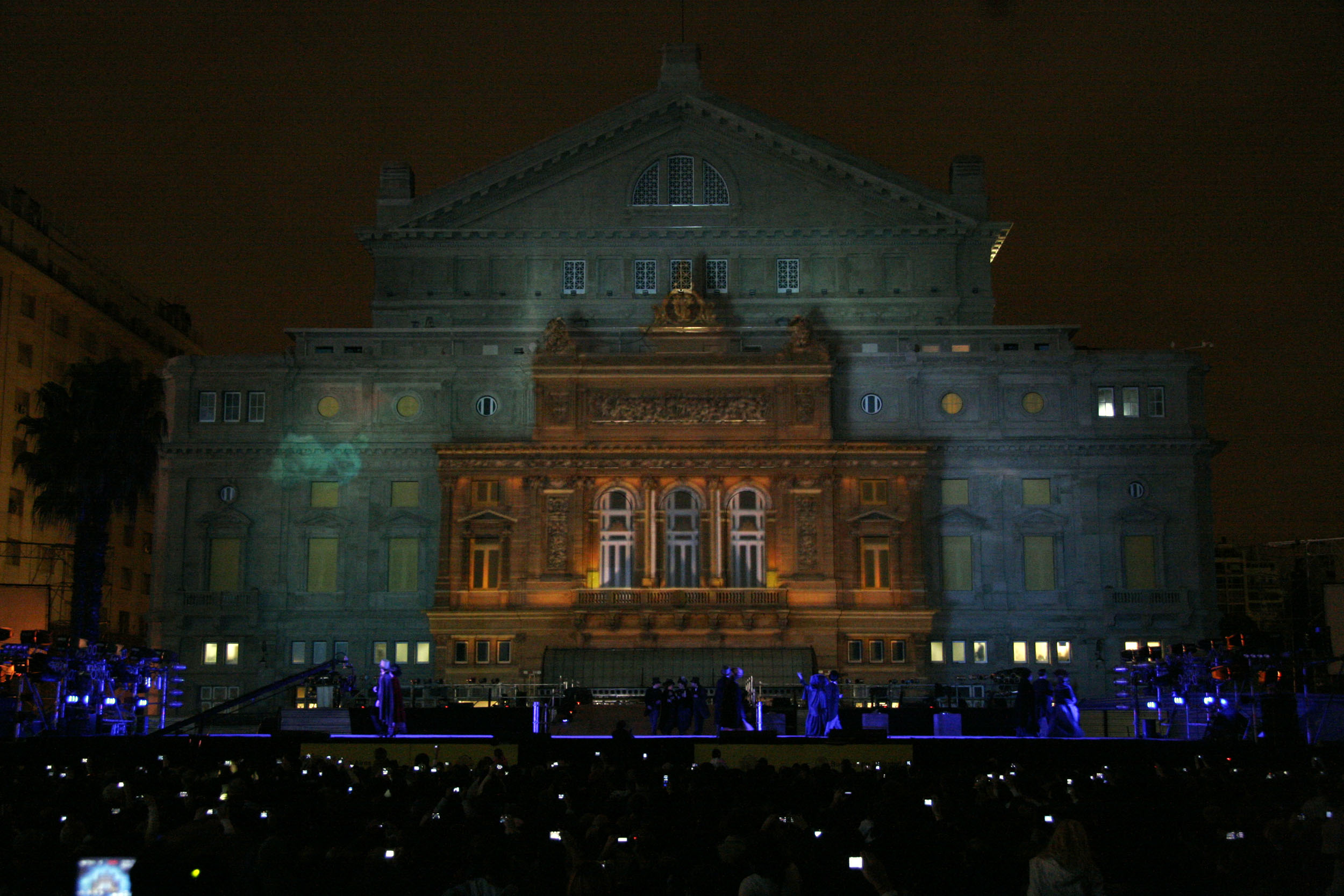
Teatro Colón, Buenos Aires. El teatro de ópera más importante de América Latina y uno de los cinco más importantes del planeta.

La ópera contemporánea del Brasil sigue las tendencias vanguardistas, como es el caso de obras como Olga, de Jorge Antunes, A Tempestade, de Ronaldo Miranda, e O Cientista, de Silvio Barbato.
En la primera parte de siglo XX, se produjeron en Ecuador óperas nacionalistas. Entre ellas tres inspiradas en la novela Cumandá o un drama entre salvajes del ecuatoriano Juan León Mera debidas a Luis Humberto Salgado, Pedro Pablo Traversari Salazar y Sixto María Durán Cárdenas (1875-1947).
Luis H. Salgado compuso además las óperas El tribuno, El Centurión y Eunice; la opereta Ensueño de amor y la ópera-ballet Día de Corpus.
En la primera mitad del siglo XX sobresalen en la creación operística mexicana Julián Carrillo y los compositores cercanos a él como Antonio Gomezanda, Juan León Mariscal, Julia Alonso, Sofía Cancino de Cuevas, José F. Vásquez, Arnulfo Miramontes, Rafael J. Tello, Francisco Camacho Vega y Efraín Pérez Cámara.
Todos ellos han sido relegados por la historiografía musical oficial que tan solo reconoció la obra de los compositores nacionalistas.[cita requerida] Desde finales del siglo XX en México (y toda Latinoamérica) hay un creciente interés de los compositores por escribir ópera. Entre los compositores mexicanos de inicios del siglo XXI que sobresalen con sus óperas debe mencionarse a Federico Ibarra, Daniel Catán, Leandro Espinosa, Marcela Rodríguez, Víctor Rasgado, Javier Álvarez, Roberto Bañuelas, Luis Jaime Cortez, Julio Estrada, Gabriela Ortiz, Enrique González Medina, Manuel Henríquez Romero, Leopoldo Novoa, Hilda Paredes, Mario Stern, René Torres, Juan Trigos, Samuel Zyman, Mathias Hinke, Ricardo Zohn-Muldoon, Isaac Bañuelos, Gabriel de Dios Figueroa, Enrique González-Medina, José Carlos Ibáñez Olvera, Víctor Mendoza y Emmanuel Vázquez.
Entre finales del siglo XX y principios del siglo XXI se han compuesto en Ecuador las óperas: Los Enemigos (1997) de Mesías Maiguashca, basada en el cuento El milagro secreto de Jorge Luis Borges, Manuela y Simón (2006) de Diego Luzuriaga y la "ópera para la voz de los instrumentos" El árbol de los pájaros (2002-2003) de Arturo Rodas.

### Otras tradiciones nacionales

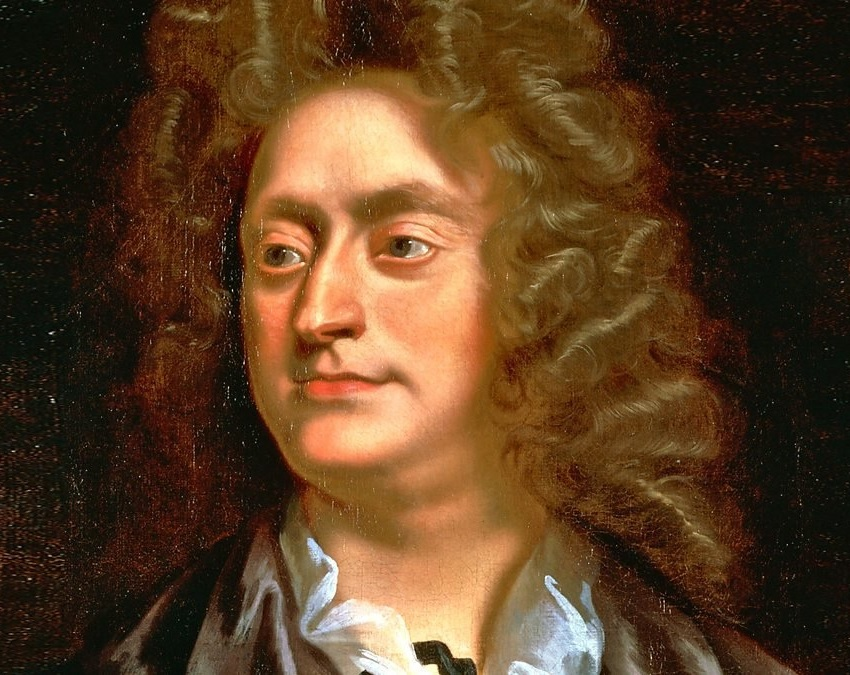
Henry Purcell

Una de las principales tradiciones operísticas es la constituida por la ópera inglesa. Si bien Gran Bretaña fue centro activo de vida operística, contó con pocos compositores reconocidos a nivel mundial. 
Henry Purcell fue el más notable compositor barroco, entre sus aportes destacan su obra maestra, Dido and Aeneas (1689) y su obra shakesperiana La reina de las hadas (1692). Ya en el siglo XX, la ópera en inglés logra su esplendor principalmente gracias al aporte de Benjamin Britten, con óperas entre las cuales se cuentan Peter Grimes y La violación de Lucrecia; y se suman las composiciones de importantes creadores estadounidenses tales como George Gershwin, con su famosa Porgy and Bess, Treemonisha (1972) de Scott Joplin, Candide (1956) de Leonard Bernstein, Orpheé (1993) y La belle et la bête (1994) de Philip Glass, o Gian Carlo Menotti con Vanessa y La médium.
Los compositores checos también desarrollaron un próspero movimiento nacional operístico en el siglo XIX, comenzando con Bedřich Smetana que escribió ocho óperas, incluyendo la internacionalmente popular La novia vendida. Antonín Dvořák, más famoso por Rusalka, escribió 13 óperas; y Leoš Janáček obtuvo reconocimiento internacional en el siglo XX por sus obras innovadoras, entre ellas Jenůfa, La zorra astuta, y Katia Kabanová.
La figura clave de la ópera nacional húngara en el siglo XIX fue Ferenc Erkel, cuyos trabajos se centraron principalmente en temas históricos. Entre sus obras más representadas se encuentran Hunyadi László y Bánk bán. La ópera húngara moderna más famosa es El castillo de Barba Azul de Béla Bartók.
El más reconocido compositor de la ópera polaca fue Stanisław Moniuszko, aclamado por la ópera Straszny Dwór. En el siglo XX, otras óperas creadas por compositores polacos son El rey Roger de Karol Szymanowski y Ubu Rex de Krzysztof Penderecki.
Entre los compositores neerlandeses, se destacan Willem Pijper, con su ópera basada en la leyenda folclórica neerlandesa de Halewijn, y su discípulo Henk Badings, que compuso varias óperas para radio.

## Tendencias modernistas y contemporáneas

### Ópera y cinematografía
La relación entre estas dos formas artísticas es más que aparente, ambas son artes integradoras, es decir incluyen en su composición a otras formas artísticas. La ópera se constituye a partir de una pieza dramática con una estructura narrativa que la asemeja a una pieza teatral pero con otro componente, la música, que el mismo Claudio Monteverdi planteó en el siglo XVII, la música es lo primordial en la ópera. María Callas mencionaba que todas las intenciones dramáticas de los personajes y la historia en una Ópera están en la partitura, en la relación entre los sonidos.
La cinematografía es una forma audiovisual donde la secuencia narrativa está conducida por la peculiar manera en que se da la sucesión y construcción de las imágenes.
Existen varios acercamientos entre ambas formas, pero en muchos casos la cinematografía se usa solo como registro visual de la representación escénica.
Sin embargo se han dado varias cintas donde se aprovechan las cualidades de la sintaxis cinematográfica, lográndose una interrelación entre las imágenes, el texto, las acciones y el drama musical. Un ejemplo de ello es la cinta de 1963 a partir de la ópera de Leonard Berstein West Side Story. Recientemente se ha producido una versión de La Bohème de Puccini, con los cantantes Anna Netrebko y Rolando Villazón, donde se da esta integración de los tres conductores narrativos junto con el texto.
Una proposición significativa fue la realizada por Philip Glass cuando tomó la película La belle et la bête de Jean Cocteau, cronometró los diálogos y, en el mismo espacio de tiempo, los puso en metro músico. El estreno de la nueva ópera se realizó presentando la película en el escenario mientras músicos y cantantes ejecutaban la ópera desde el foso de la orquesta. La obra ha abierto nuevas posibilidades de integración de las artes. Si bien, en este caso, la ópera cinematográfica utiliza un material existente, en el caso de la ópera Bola Negra la concepción avanza un paso allende lo propuesto por Philip Glass. 
La ópera Bola Negra fue concebida desde su inicio como un experimento cinematográfico por el autor del libreto Mario Bellatín y la compositora Marcela Rodríguez. Es decir, no se utilizó material existente, como en el caso propuesto por Philip Glass, sino la ópera se concibió, en todas sus partes, como una proposición cinematográfica.
Asimismo óperas inspiradas o sobre historias que inspiraron películas son Muerte en Venecia, Dead Man Walking y Brokeback Mountain.

### Voces operísticas
La voz para el canto operístico requiere ciertas características y cualidades. Se desarrolla con largos años de estudio y entrenamiento porque implica un desarrollo muscular de todo el aparato fonador o emisor de la voz que incluye además de las cuerdas vocales, el uso del diafragma y la resonancia de la cavidad bucal y los senos paranasales. De todo esto resulta el tipo de voz peculiar que se denomina «impostada», es decir que es producto de la colocación y proyección específica y controlada del aire. Se divide en tres partes, voz de pecho, voz de garganta y voz de cabeza.
Cada cantante posee una extensión y un registro particular. Dentro de esa extensión (número de notas que abarca, que va de 2 a 3 octavas), se encuentran los cambios de cada una de las tres colocaciones de la voz.
Por lo anterior, la voz operística demanda un entrenamiento constante y continuo conocido como vocalización, pues el abandono de dicho entrenamiento conlleva la disminución de la capacidad muscular y respiratoria.
El cantante lírico, sea en ópera o recital, no utiliza micrófono sino el caudal natural de su voz llevado a su máxima posibilidad.

### Clasificación vocal
Los cantantes de ópera y los roles que interpretan se clasifican en tipo de voz, basado en características tales como tesitura, agilidad, potencia y timbre de sus voces.
Los varones pueden ser clasificados por su rango vocal como bajo, bajo-barítono, barítono, tenor y contratenor, y las mujeres en contralto, mezzosoprano y soprano.
Los varones algunas veces pueden cantar en el registro vocal femenino, en cuyo caso se denominan sopranista o contratenor. De estos, sólo el contratenor es comúnmente encontrado en la ópera, algunas veces cantando partes escritas para castrato (varones castrados en una temprana edad para darles un rango vocal más alto del normal).
Las clasificaciones pueden ser más específicas, por ejemplo, una soprano puede ser descrita como soprano ligera, soprano de coloratura, soprano soubrette, soprano lírica, soprano lírico spinto, soprano dramática o soprano lírica-ligera. Estos términos, aunque no describan totalmente la voz, la asocian con los roles más convenientes para las características vocales del cantante.
La voz de cada cantante en particular puede cambiar drásticamente a lo largo de su vida; raramente se alcanza la madurez vocal antes de la tercera década, y algunas veces, hasta la mediana edad.
El espectro vocal podría resumirse en registros vocales así dispuestos desde la voz más aguda a la más grave:
- Soprano
- Mezzosoprano
- Contralto
- Contratenor
- Tenor
- Barítono
- Bajo

### Uso histórico de las partes vocales
La voz de soprano se ha utilizado típicamente a través de historia operística como la voz elegida para la protagonista femenina de la ópera en cuestión. El énfasis actual en un amplio rango vocal fue sobre todo una invención del Período Clásico. Antes de eso, el virtuosismo vocal, no la amplitud, fue la prioridad, con partes para soprano que raramente se extendían hasta un fa agudo (Händel, por ejemplo, sólo escribió un rol que se extiende hasta un do agudo), aunque el castrato Farinelli fue catalogado de poseer un re agudo.
La mezzosoprano, denominación de origen comparativamente reciente, posee también un extenso repertorio, partiendo desde el rol principal femenino de Dido and Aeneas de Purcell hasta los roles "pesados" como Brangäne en Tristan und Isolde de Wagner (ambos roles son a menudo interpretados por sopranos).
Para las verdaderas contraltos, el número de partes es más limitado, lo que ha dado lugar a la broma de que las contralto sólo cantan roles de "brujas, malvadas, y varones". En años recientes muchos de los "roles en pantalones" de la era barroca, escritos originalmente para mujeres, e interpretados originalmente por "castrati", han sido reasignados a los contratenores.
La voz de tenor, desde la era clásica en adelante, ha sido tradicionalmente asignada al protagonista masculino. Muchos de los roles de tenor más desafiantes en el repertorio han sido escritos durante la era del bel canto, tal como la secuencia de nueve do sobre el do central en la secuencia de La fille du régiment de Donizetti. Con Wagner llega el énfasis en la influencia vocal para sus protagonistas, con la categoría vocal denominada heldentenor; esta voz heroica tuvo su contrapartida italiana en roles como Calaf en Turandot de Puccini.
La voz de bajo tiene una larga historia en la ópera, habiendo sido empleada en papeles secundarios en la "ópera seria", y algunas veces para relieve cómico (bajo buffo) proveyendo un contraste con la preponderancia de voces altas en este género. El repertorio de bajo es amplio y variado, incluyendo desde la comedia con Leporello en Don Giovanni a la nobleza de Wotan en El anillo del nibelungo de Wagner.
En medio del tenor y el bajo se encuentra el barítono, el cual varía en "peso", desde Guglielmo en Così fan tutte de Mozart hasta Posa en Don Carlos de Verdi; la actual designación de "barítono" no ha sido utilizada sino hasta mediados del siglo XIX.

### Cantantes famosos

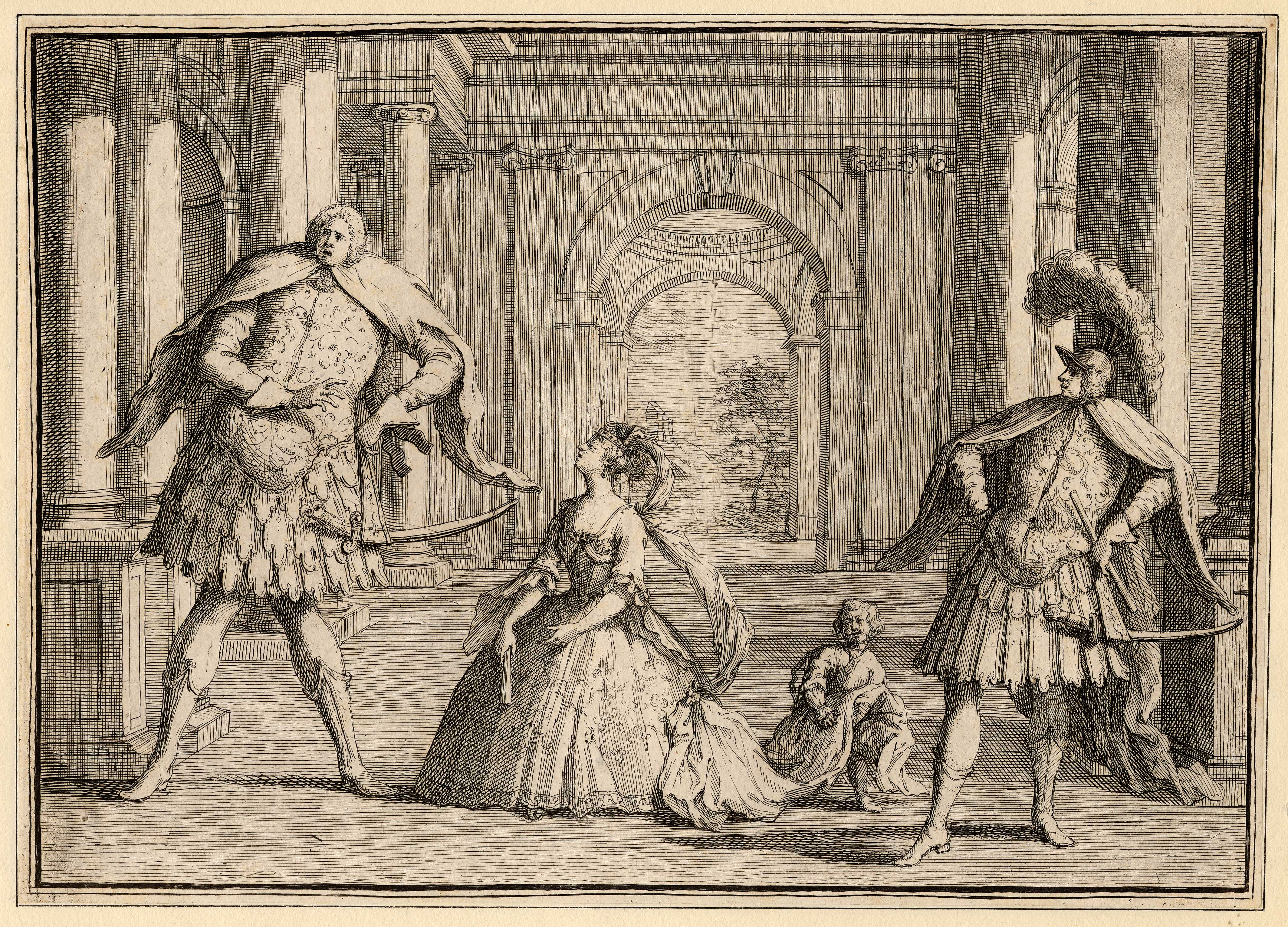
Senesino, Cuzzoni y Berenstadt (caricatura de una representación de Flavio de Handel).

Las primeras representaciones operísticas fueron demasiado infrecuentes como para que los cantantes pudieran vivir exclusivamente del estilo, pero con el nacimiento de la ópera comercial a mediados del siglo XVII, comenzaron a surgir intérpretes profesionales.
El rol principal de héroe masculino era usualmente confiado a un castrato, y ya en el siglo XVIII, cuando la ópera italiana se presentaba en toda Europa, los castratos principales, que poseían un extraordinario virtuosismo vocal, tales como Senesino y Farinelli, se convirtieron en estrellas internacionales.
La carrera de la primera gran estrella femenina (o prima donna), Anna Renzi, data de mediados del siglo XVII. En el siglo XVIII, un número de sopranos italianas ganaron renombre mundial y frecuentemente se enredaban en feroces rivalidades, tal el caso de Faustina Bordoni y Francesca Cuzzoni, quienes comenzaron una pelea a golpes durante una representación de una ópera de Handel.
Los franceses no gustaban de los “castrati”, preferían que sus héroes fueran interpretados por un haute-contre (tenor alto), de los cuales Joseph Legros fue un ejemplo destacado.
En el siglo XIX hubo una figura femenina de gran éxito comercial para los parámetros de la época, María Malibrán, para quien algunos compositores reconocidos como Félix Mendelssohn realizaron piezas. Contaba con un amplio registro de casi 3 octavas. La Malibrán era hija del maestro de canto Manuel García y hermana de la asimismo célebre Pauline Viardot. Otras famosas divas de la época fueron Giuditta Pasta, Jenny Lind y Giulia Grisi.
El siglo XX se inicia de la mano del que muchos consideran el mayor tenor y del cual se cuenta con registros fonográficos, el italiano Enrico Caruso, quien triunfó en los principales teatros de ópera en Europa, así como en Nueva York y Buenos Aires y fue el primer artista en vender 1 millón de copias de una grabación en disco. En los años previos a la Segunda Guerra Mundial, la ópera contó con un período de apogeo representado por cantantes como Kirsten Flagstad, Miguel Fleta, Feodor Chaliapin, Frida Leider, Lotte Lehmann, Giuseppe Martinelli, María Jeritza, Melico Salazar y Gonzalo Castellón.
En la inmediata posguerra fue figura fundamental la soprano Maria Callas, cuya fama trascendió el ámbito musical al mundo de la política y la farándula así como su rivalidad con la italiana Renata Tebaldi evocó las confrontaciones de divas del siglo XVIII. Más voces femeninas importantes de la segunda mitad del siglo XX son la cantante sueca Birgit Nilsson, las estadounidenses Beverly Sills, Renée Fleming, Jessye Norman, Leontyne Price y Kathleen Battle, las catalanas Montserrat Caballé y Victoria de los Ángeles, las italianas Mirella Freni, Cecilia Bartoli y Renata Scotto, las búlgaras Ljuba Welitsch y Ghena Dimitrova, Angela Gheorghiu, Diana Damrau, las francesas Régine Crespin y Natalie Dessay y la rusa Anna Netrebko. Algunas cantantes han sido distinguidas por sus servicios por la Corona británica con el título de Dame DBE, entre otras Dame Clara Butt, Eva Turner, Joan Sutherland, Kiri Te Kanawa (quién cantó en la boda del príncipe Carlos con la princesa Diana y se calcula que dicha presentación fue vista por 600 millones de espectadores por televisión), Gwyneth Jones, Janet Baker, Elisabeth Schwarzkopf, Margaret Price y Sarah Connolly. En el área germánica se otorga el título Kammersänger (o Kammersängerin para las mujeres cantantes) traducido como cantante de la corte.
En el campo masculino hay una extensa lista también, mencionando a un barítono contemporáneo de María Callas, Tito Gobbi quién compartió en varias óperas con Callas incluso su última presentación en vivo en 1964 interpretando Tosca. En los años 30 incluiremos al mexicano Juan Arvizu. En los años 1940 incluiremos al chileno Ramón Vinay, el danés Lauritz Melchior y el mexicano Néstor Mesta Cháyres. En los años 1960 incluiremos al español Alfredo Kraus, el alemán Fritz Wunderlich y el italiano Giuseppe Di Stefano. Los años 1970 fueron el despegue y la gran marquesina de algunos de los cantantes más famosos reconocidos tanto por el gran público aficionado y soportado por el público conocedor y especialistas. Estos son el mexicano Francisco Araiza, reconocido mundialmente por su participación en las óperas de Mozart y Rossini, José Carreras, Luciano Pavarotti y Plácido Domingo. A principios de la década de los 90 se unen Pavarotti, Carreras y Domingo para formar el primer evento masivo-operístico conocido como Los Tres Tenores en 1990. En el ambiente musical de México varios cantantes fueron reconocidos en EE. UU. y Europa al grado que uno de ellos, el tenor Ramón Vargas participó en los conciertos conmemorativos del centenario luctuoso de Giuseppe Verdi en 2001. Están también Fernando de la Mora y David Lomelí.
La tradición continúa en el siglo XXI en tenores como el alemán Jonas Kaufmann, el peruano Juan Diego Flórez, los mexicanos Rolando Villazón y Javier Camarena, los costarricenses Gonzalo Castellón e Íride Martínez, el estadounidense Michael Fabiano y el polaco Piotr Beczala. Vale destacar la irrupción de los contratenores gracias al auge de la música temprana y barroca en las figuras de Andreas Scholl, David Daniels, Philippe Jaroussky y el argentino Franco Fagioli entre otros.
Aunque el patrocinio de la ópera ha disminuido en el siglo pasado a favor de otras artes y medios, tales como musical, cine, radio, televisión y grabaciones, los medios de comunicación también han apoyado la popularidad de cantantes de ópera famosos gracias a las transmisiones por televisión y en cines desde las grandes casas de ópera así como en estadios multitudinarios.

## Día Mundial de la Ópera
- 25 de octubre